# (33292) 1998 KT26
1998 KT26 (asteroide 33292) é um asteroide da cintura principal. Possui uma excentricidade de 0.13031110 e uma inclinação de 20.62429º.
Este asteroide foi descoberto no dia 27 de maio de 1998 por Spacewatch em Kitt Peak.